# Asta av Smögen
Asta av Smögen, LL667, är ett svenskt motorfiskefartyg, som byggdes 1916 på Ringens varv i Marstrand. Hon är K-märkt och den sista registrerade fiskebåten på Bohuskusten i sitt slag med stävroder, däcksvinsch och semidiesel (tändkulemotor).

## Historia
1920 fick Asta, som första fiskebåt, elektrisk belysning. Den första motorn som båten hade var en tändkulemotor på 30 hästkrafter av märket Avance, som dög för framdrivning vid vindstyrkor upp till 5 m/s. Hon seglades därför mest de första åren, innan en större motor sattes in. 1937 kom Asta till Dahlströms på Smögen där hon sedan var sysselsatt med bland annat snurrefiske, snörpvad, räktrålning och garnfiske fram till 1981, då hon övertogs av den ideella föreningen Tôllar ô Seiel. Föreningen har som mål att se till att hon bevaras i den form hon och hennes många systrar hade, då de utgjorde kärnan i den svenska fiskeflottan. 1997 gjordes Asta om till ett museifartyg.

## Galleri

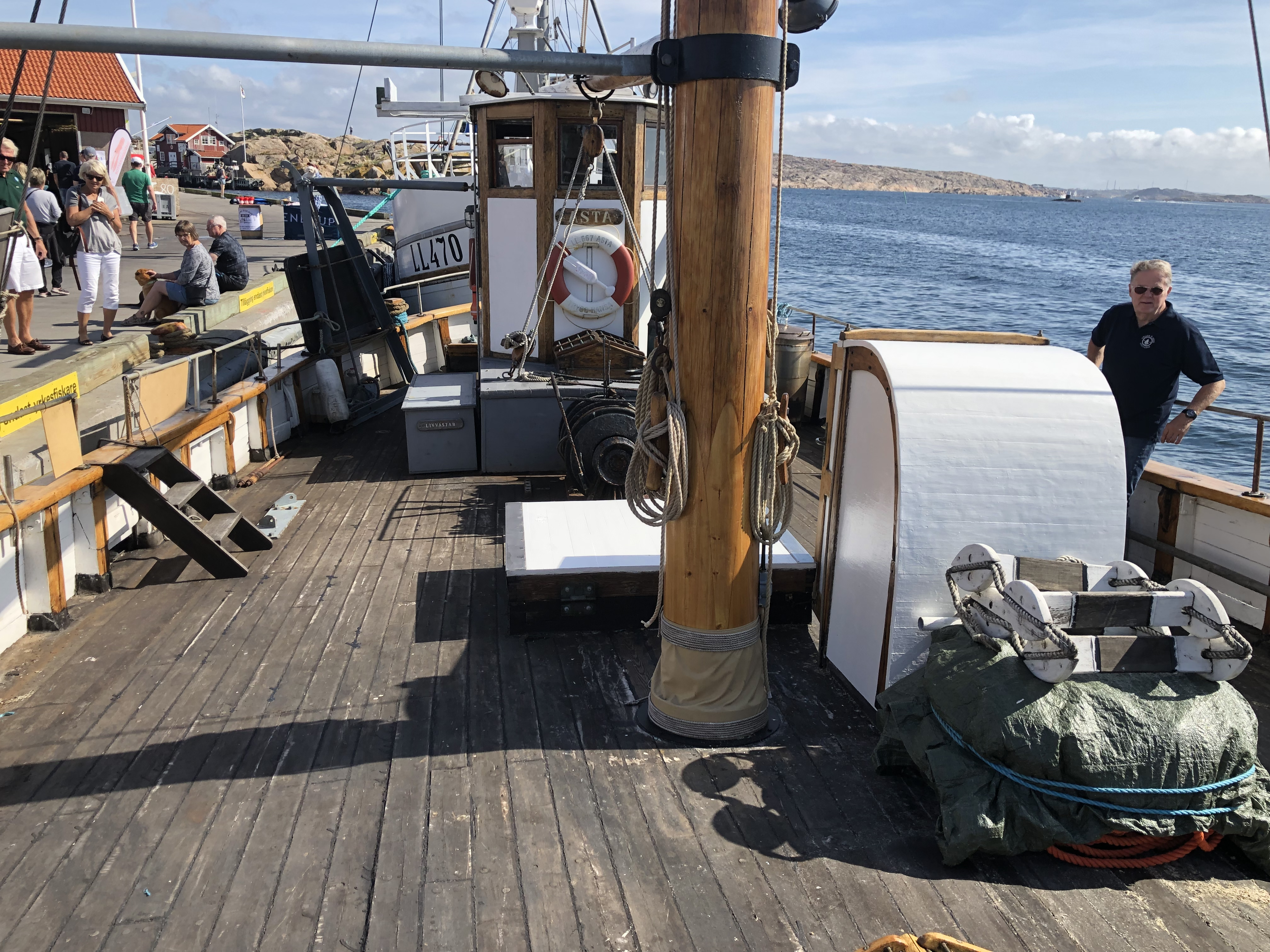
Ombord på Asta vid Smögens hamn. Akterut ligger LL470 Starlet
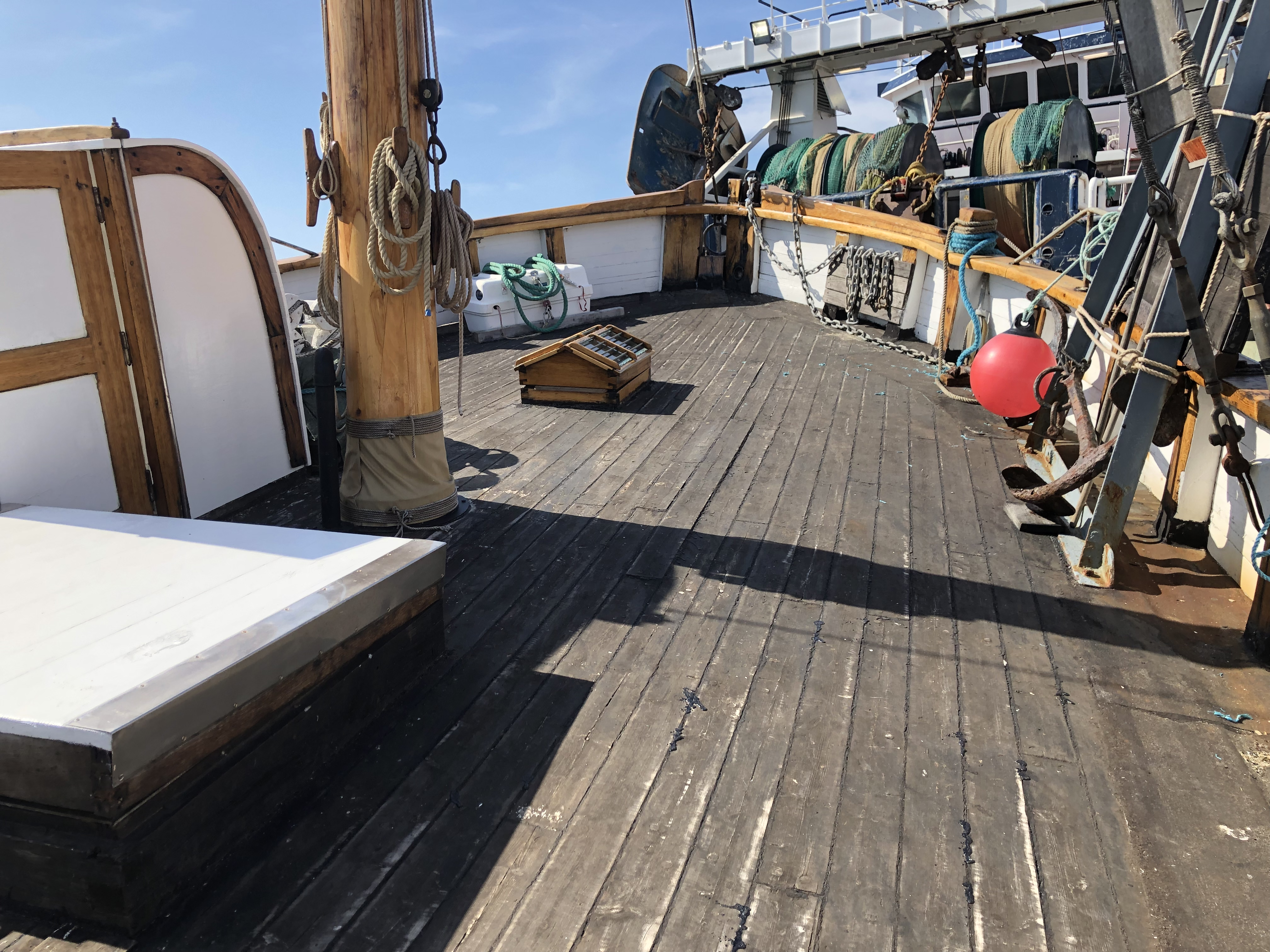
Ombord på Asta vid Smögens hamn
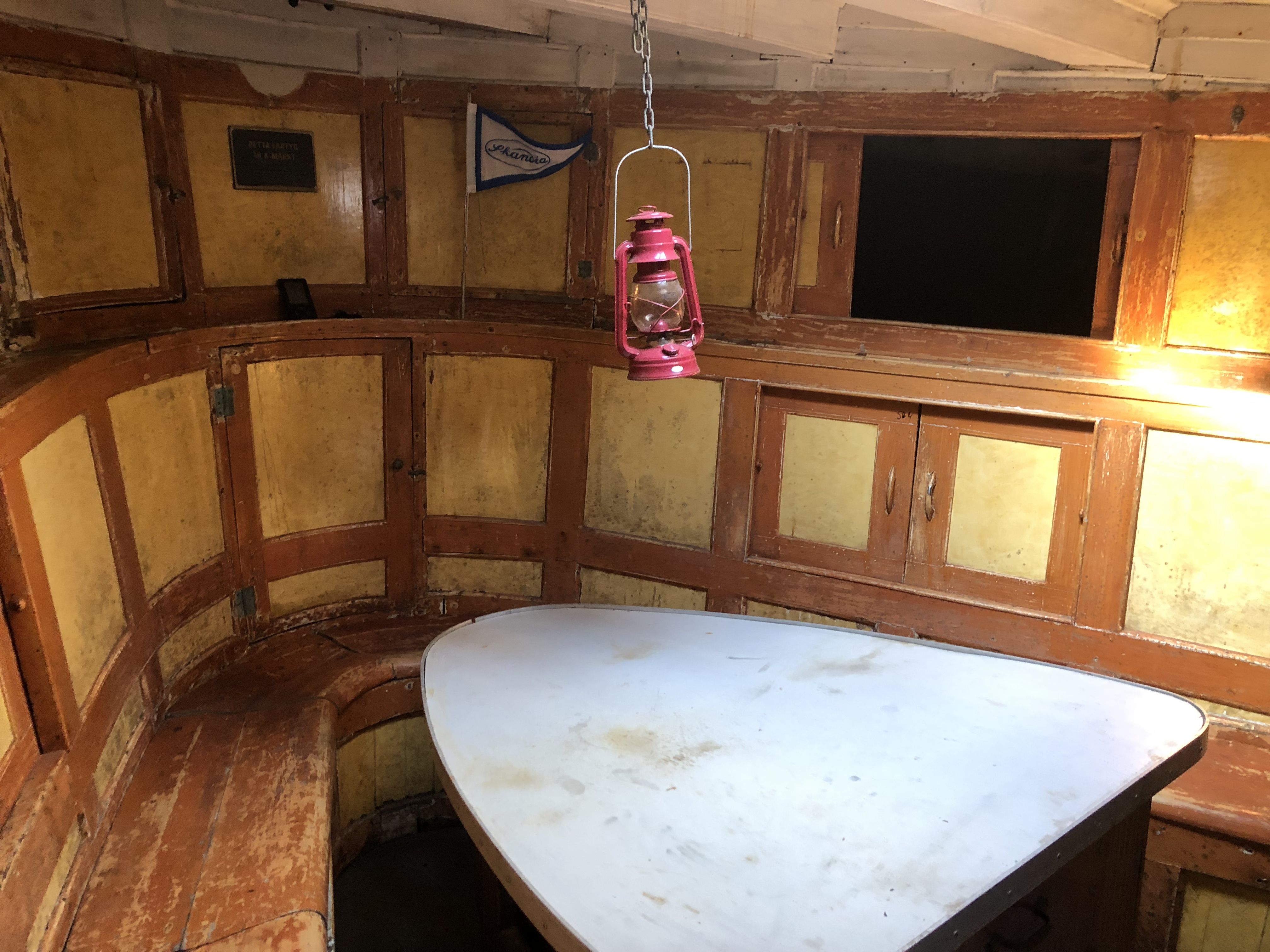
Besättningsrummet, där det finns ett flertal mindre sovhytter
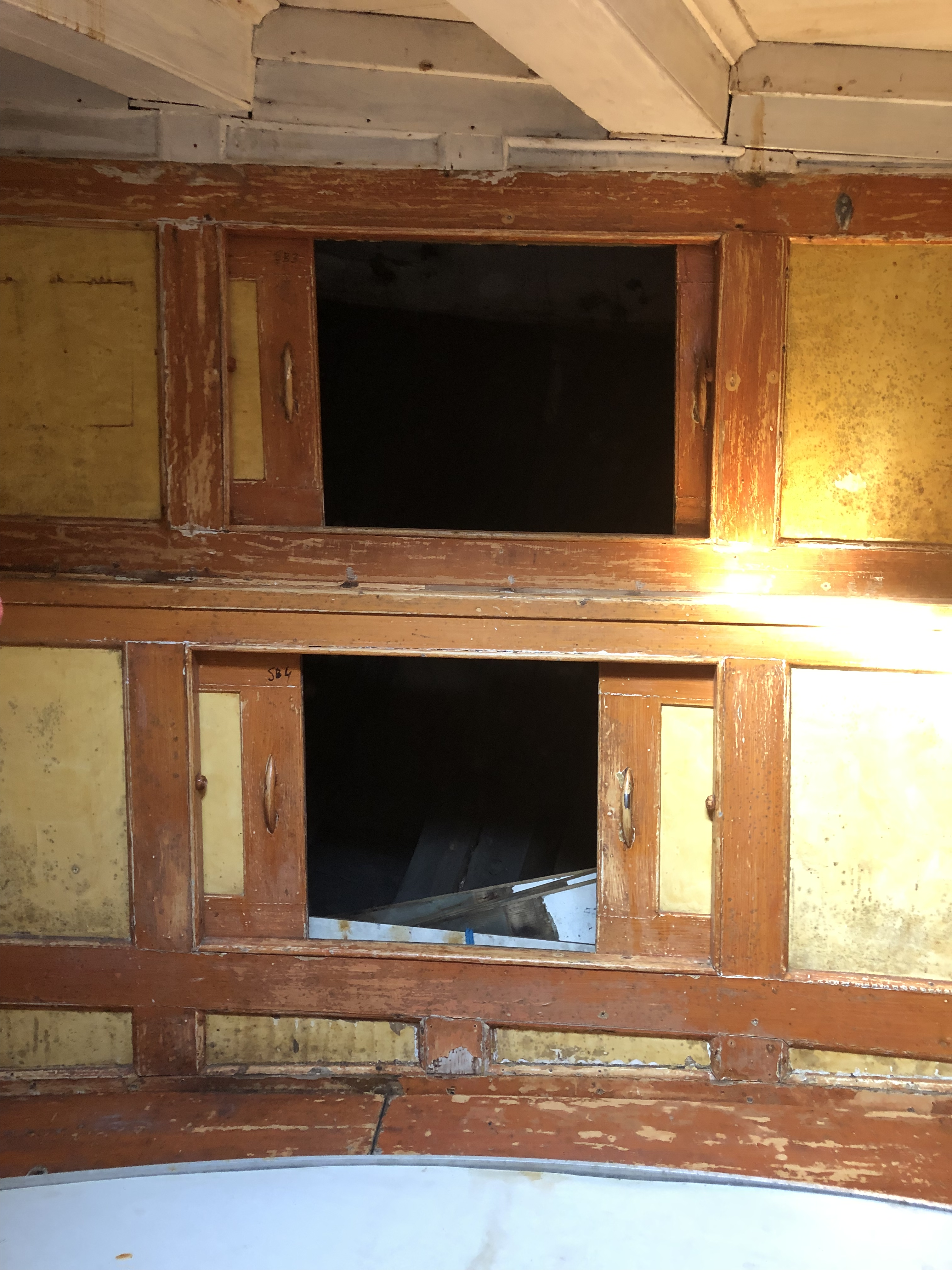
Sovhytter på Asta
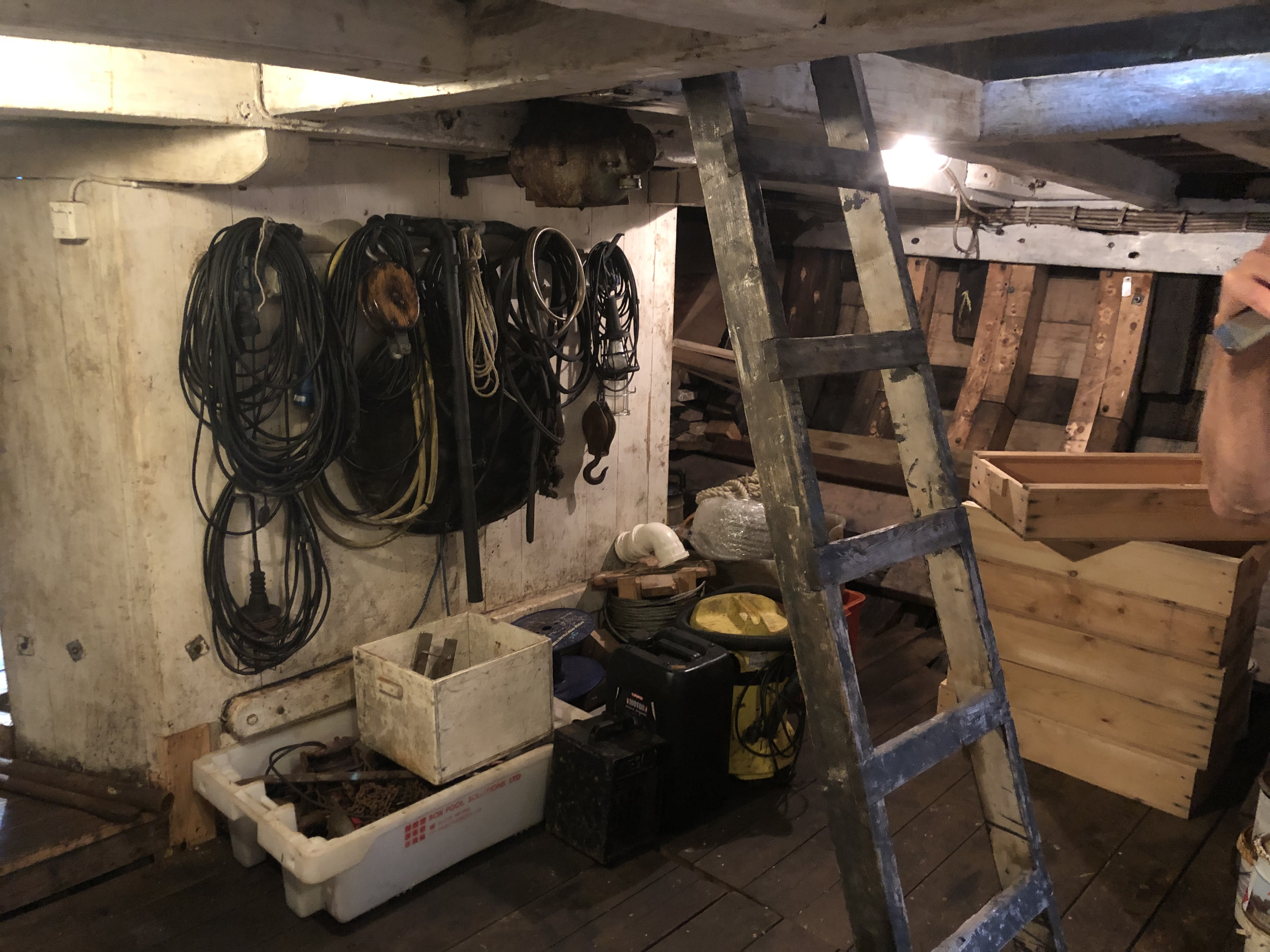
Lastrummet
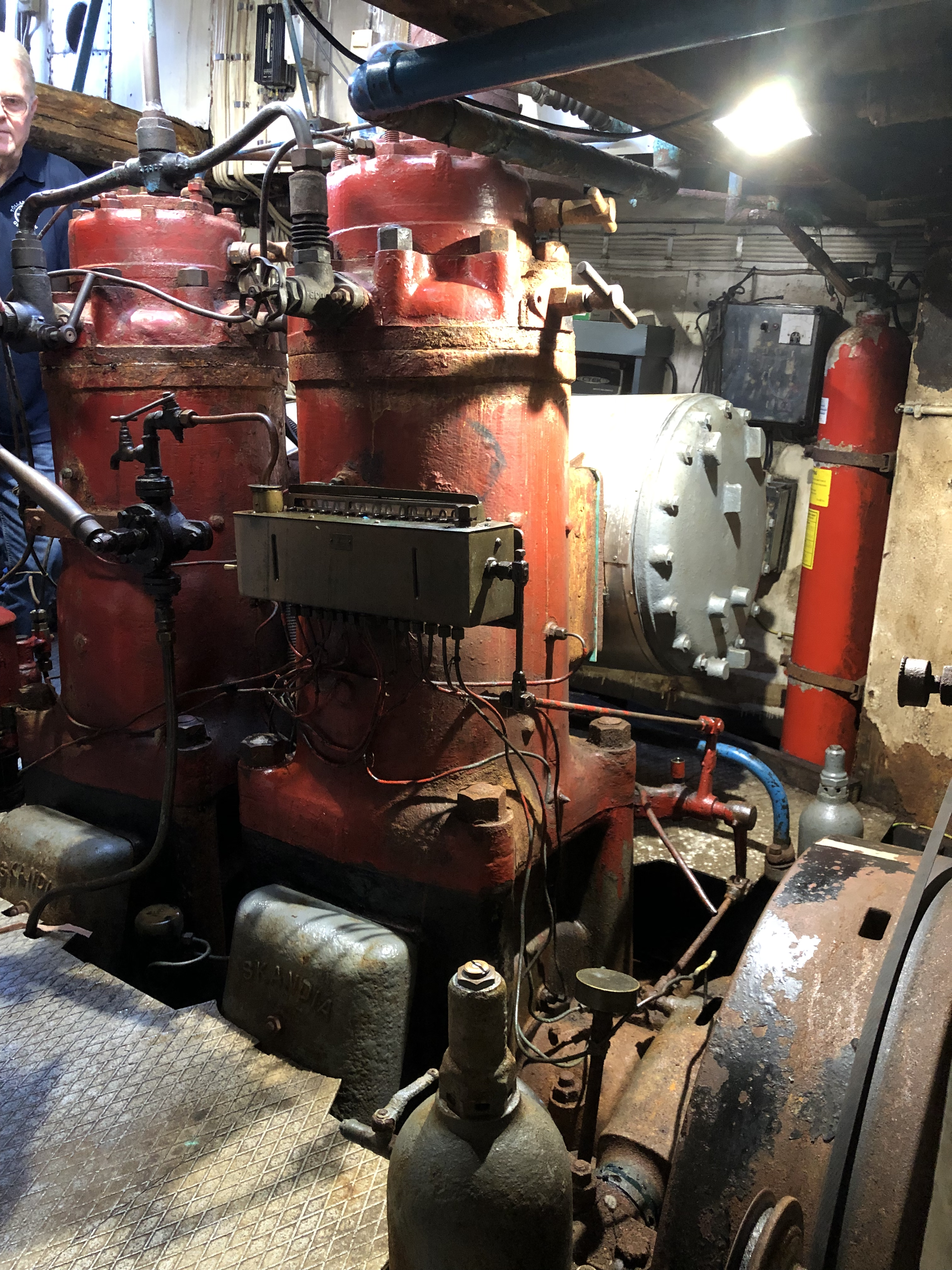
Motorrummet
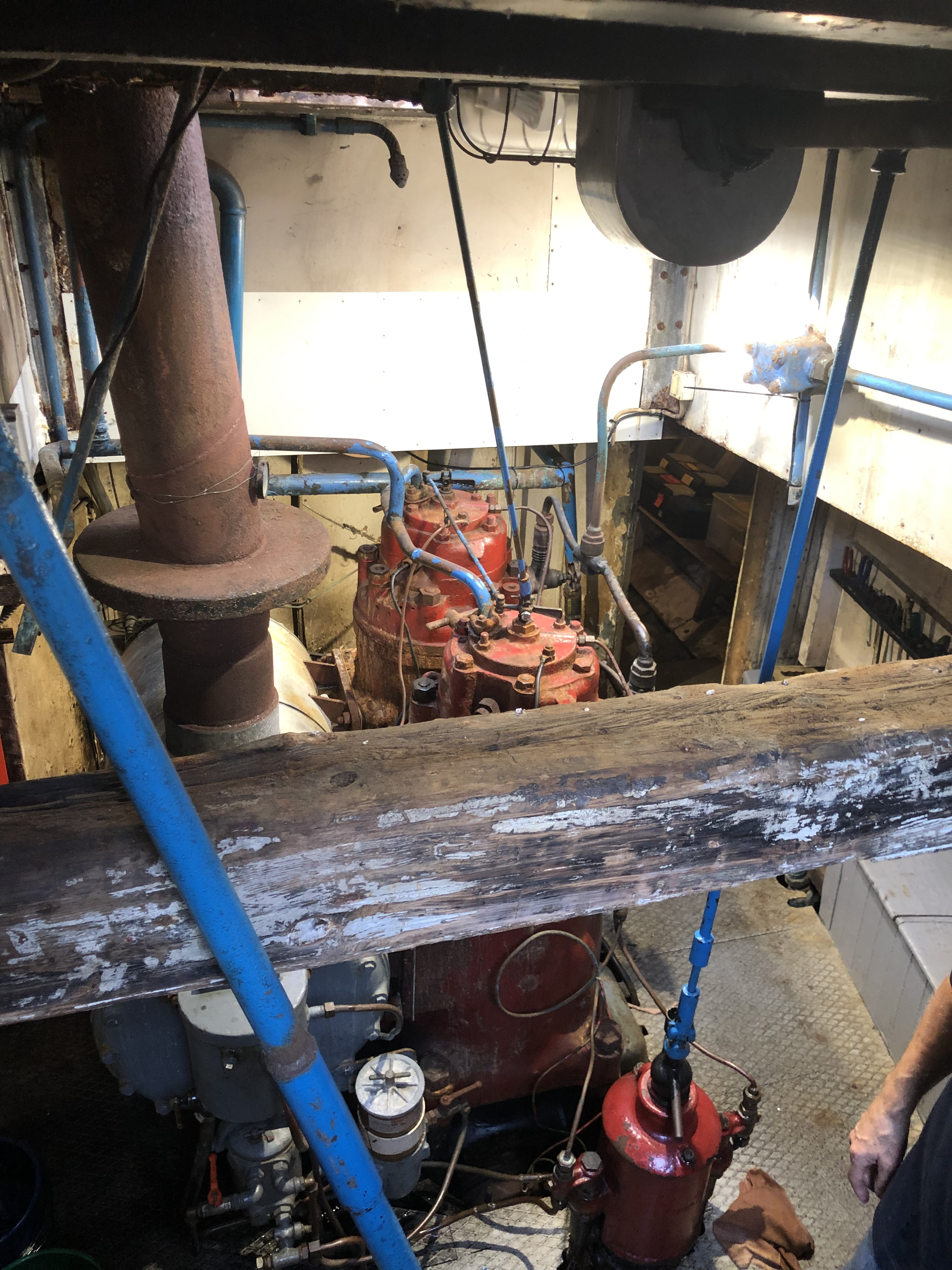
Motorrummet
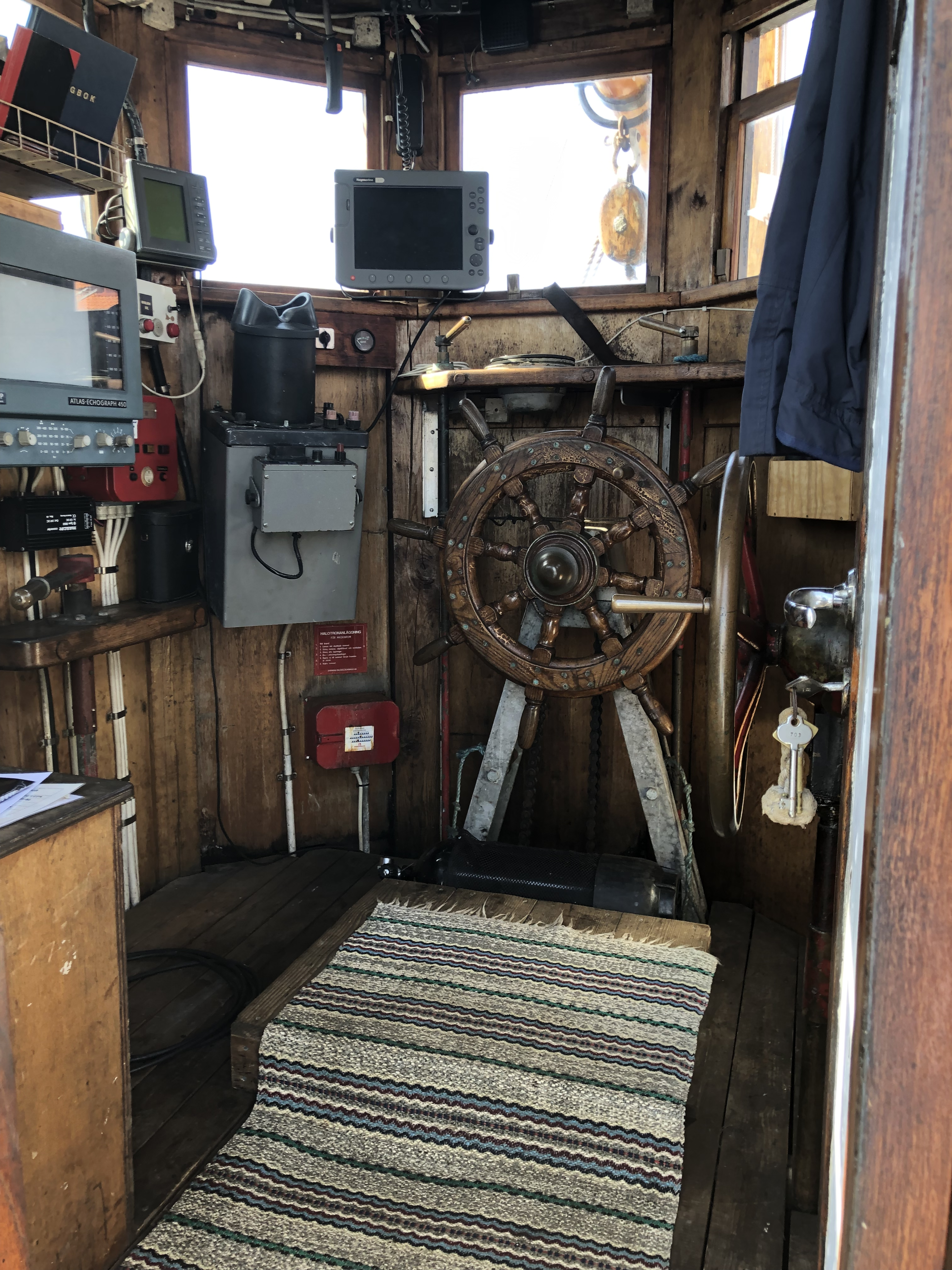
Kaptenshytten
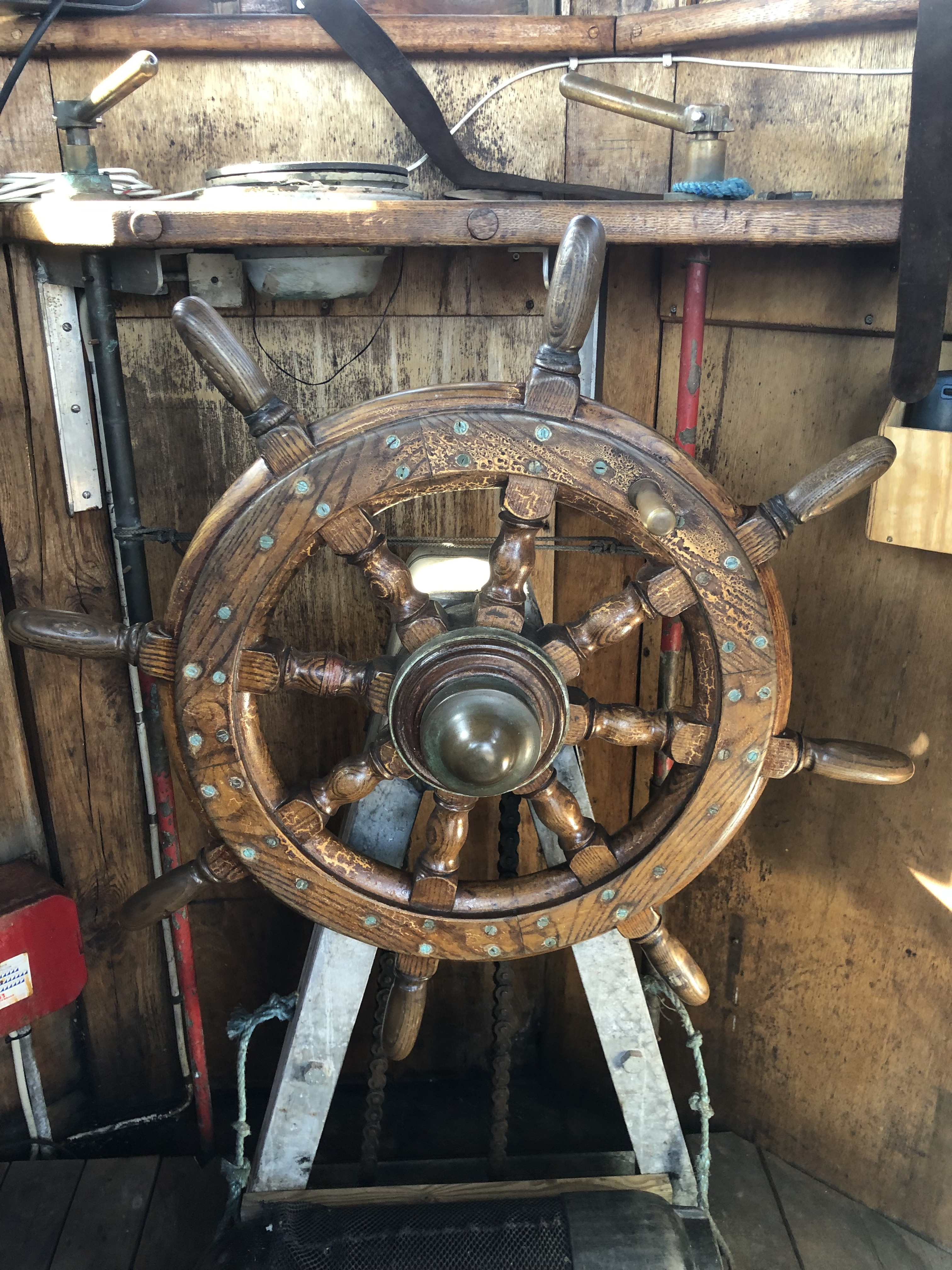
Rodret